# Paolo Di Paolo (fotografo)
Paolo Di Paolo (Larino, 17 maggio 1925 – Termoli, 12 giugno 2023) è stato un fotografo italiano.
Dal 1954 al 1966 fu il fotografo più pubblicato su Il Mondo, rivista fondata e diretta da Mario Pannunzio, per la quale realizzò servizi su Pier Paolo Pasolini, Michelangelo Antonioni, Anna Magnani, Giorgio De Chirico, Ezra Pound, Marcello Mastroianni, Luchino Visconti, Oriana Fallaci, Giuseppe Ungaretti e moltissimi altri personaggi, oltre che reportage su avvenimenti legati alla cultura, alla politica e all'arte di quel periodo.

## Biografia
Nato nel 1925 a Larino in Molise, nel 1939 si trasferì a Roma per conseguire la maturità classica. Nell'immediato dopoguerra si iscrisse alla facoltà di filosofia dell'Università La Sapienza, dove fu allievo di Guido De Ruggiero e compagno di studi, oltre che fraterno amico, di Lucio Colletti.
Tra la metà degli anni quaranta e i primi anni cinquanta frequentò gli ambienti artistici di Roma entrando in contatto col Gruppo Forma 1 e figure di primo piano quali Mario Mafai, Giovanni Omiccioli, Giulio Turcato, Antonio Corpora, Pietro Consagra, Carla Accardi e Mimmo Rotella, decidendo quindi di sviluppare attraverso il mezzo fotografico il proprio interesse per le arti figurative. Nel frattempo lavorò nell'editoria e nel 1953 venne nominato capo redattore della rivista Viaggi Cit. Le tourisme en Italie.
L'esordio in fotografia avvenne da dilettante, «nel senso di fotografare per diletto». Nel 1954 iniziò a collaborare con il settimanale culturale Il Mondo, fondato e diretto da Mario Pannunzio. Di Paolo divenne uno dei principali collaboratori, vantando il maggior numero di scatti apparsi sulla testata (573 immagini). Sua è, inoltre, la prima fotografia firmata apparsa sul giornale, così come l'ultima pubblicata sul numero di chiusura. Tra il 1954 e il 1956 allargò le collaborazioni alla Settimana Incom Illustrata, diretta da Francesco Malgeri.
Nello stesso periodo iniziò a lavorare stabilmente anche per il settimanale Tempo, diretto da Arturo Tofanelli, per il quale effettuò numerose inchieste e servizi, firmati, tra gli altri, insieme a Pier Paolo Pasolini, Antonio Cederna, Lamberti Sorrentino, Mino Guerrini e Luigi Romersa e, come inviato, viaggiò molto anche fuori dall'Italia (Unione Sovietica, Iran, Giappone, Stati Uniti).
Grazie ai rapporti di amicizia stabiliti negli ambienti del cinema e dell'arte, poté realizzare foto private ed esclusive ai più grandi intellettuali, attori e registi dell’epoca.
Dalla metà degli anni cinquanta alla metà degli anni sessanta realizzò alcuni importanti reportage su personalità d'élite: fotografò l'ex sovrano italiano, Umberto II, in una dimensione non ufficiale, insieme ai figli, a Porto, luogo d'esilio di Carlo Alberto; Enzo Ferrari in fabbrica fra i suoi operai e i suoi motori; Anna Magnani nella sua villa al Circeo; le cacce alla volpe e i concorsi ippici esclusivi; i balli della nobiltà europea.
Oltre a questo, si cimentò in importanti inchieste sociologiche, come La lunga strada di sabbia, del 1959, sulle abitudini degli italiani in vacanza, firmata con Pier Paolo Pasolini.
Seguì poi il regista durante le riprese dei film Il Vangelo secondo Matteo e Mamma Roma, e realizzò inoltre scatti molto privati: in casa, con la madre, al "monte dei cocci" a Roma, e in raccoglimento sulla tomba di Antonio Gramsci nel cimitero acattolico di Roma.
Concluse la sua attività di fotografo collaborando assiduamente con la famosa giornalista Irene Brin, creando così un "tandem" specializzato in reportage esclusivi sull'high society internazionale.
Nel 1966 chiuse Il Mondo. Di Paolo quindi decise di smettere la professione di fotografo free-lance; lo fece con un telegramma indirizzato allo stesso Pannunzio: «Per me e per altri amici muore oggi l’ambizione di essere fotografi». Dieci anni dopo cessò le pubblicazioni anche Tempo; Di Paolo ritornò così ai suoi studi filosofici e di ricerca storica, mentre il suo archivio fotografico composto da 250.000 scatti, resterà a lungo nella sua cantina, venendo poi riscoperto dalla figlia Silvia. Da allora l'enorme materiale è stato catalogato e curato.
Muore all'ospedale San Timoteo di Termoli il 12 giugno 2023 all'età di 98 anni.

## Mostre
- 2016 Il mio Mondo, Il museo del louvre, Roma (8 marzo - 12 aprile 2016), a cura di Giuseppe Casetti. Catalogo della mostra con testi di Ermanno Rea, Bruce Weber e Silvia Di Paolo[6][7].
- 2019 Mondo Perduto, MAXXI - Museo nazionale delle arti del XXI secolo, Roma (17 aprile - 1 settembre 2019), prolungata in seguito all'interesse mostrata dal pubblico, a tutto settembre 2019[8].

## Opere
- Paolo Di Paolo, Paolo Di Paolo. Mondo perduto. Fotografie 1954 - 1968 a cura di Giovanna Calvenzi, Venezia, Marsilio Editori, 2019.

## Televisione e radio
Claudio Moschin, inviato della RSI Televisione Svizzera, ha realizzato un'intervista al fotografo Paolo di Paolo in occasione dell'inaugurazione della sua doppia mostra alla Fondazione Sozzani di Milano: intervista andata in onda nel Telegiornale RSI (edizione delle ore 20) del 15 maggio 2021, e poi rilanciata anche dal sito TvSvizzera.it lo stesso giorno: https://www.tvsvizzera.it/tvs/esposizione_paolo-di-paolo--il--fotografo-ritrovato--in-mostra-a-milano/46621578
Sabato 8 giugno alle 21.30 su Rai 3 per la seconda stagione della trasmissione Ogni cosa è illuminata, la conduttrice televisiva Camila Raznovich, dedica la prima puntata proprio al colto fotografo Paolo di Paolo, fotografo che ad avviso dell'ufficio stampa RAI «ha contribuito a tramandarci gran parte della memoria italiana del '900 come la nascita dell'Autostrada del sole, gli anni della Dolce vita, i film di Pier Paolo Pasolini o le officine di Enzo Ferrari». Il 2 giugno 2019 all'età di 94 anni Paolo di Paolo è intervistato da Rai Radio 3 con una lunga, colta e lucida intervista su diversi temi come anche su quello del fu nascente fotogiornalismo italiano.